# Zwemmen op de Paralympische Zomerspelen 2012

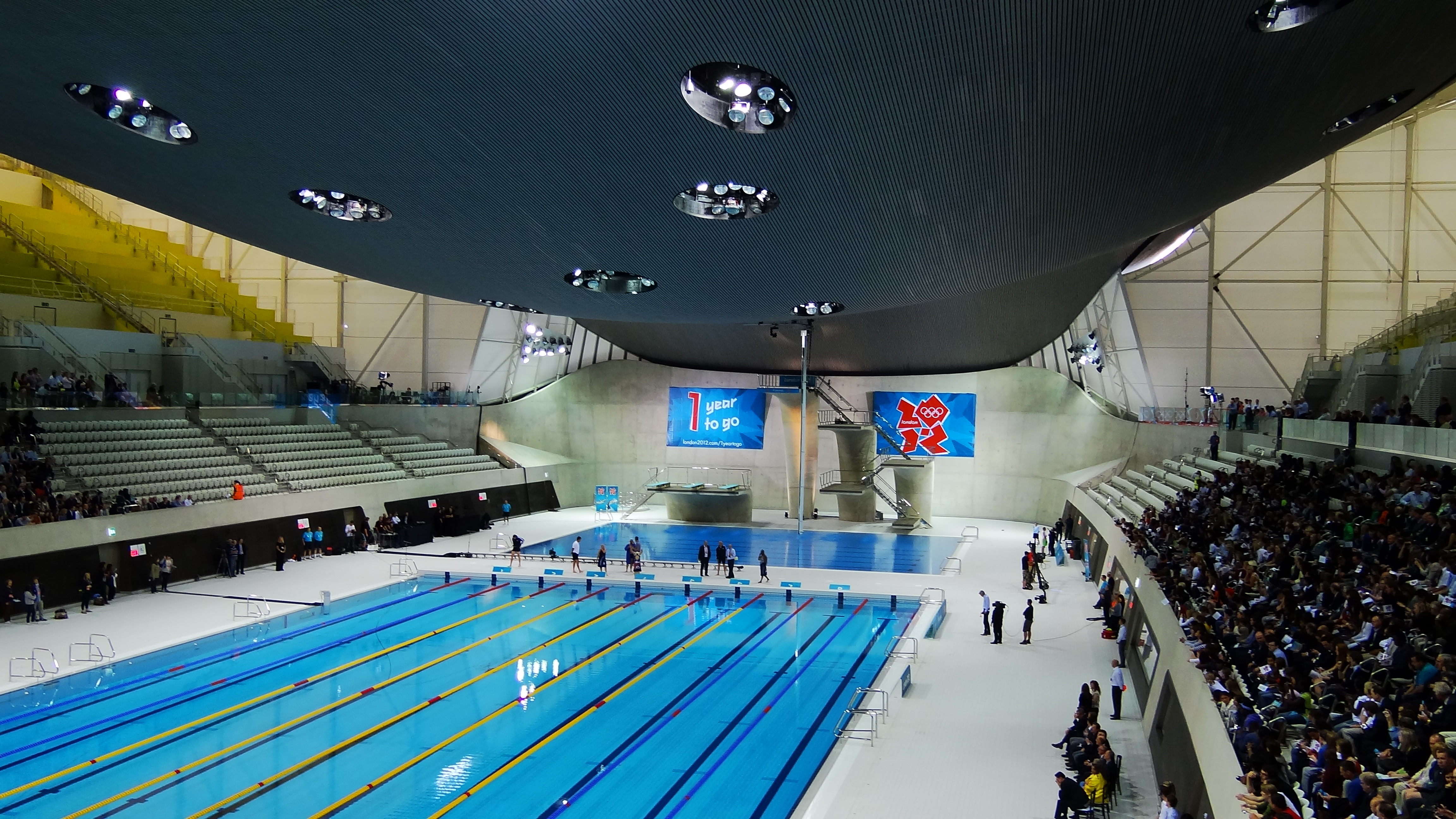
Olympisch zwembad

Op de XIVe Paralympische Zomerspelen die in 2012 werden gehouden in Londen, Verenigd Koninkrijk was zwemmen een van de 20 sporten die werden beoefend.

## Mannen
| Rank | Land      | Tijd    |
| ---- | --------- | ------- |
| 1    | Australië | 3:50.17 |
| 2    | China     | 3:51.68 |
| 3    | Rusland   | 3:52.93 |

| Rank | Land      | Tijd       |
| ---- | --------- | ---------- |
| 1    | China     | 4:09.04 WR |
| 2    | Rusland   | 4:09.08    |
| 3    | Australië | 4:14.97    |

### 50 m vrije slag
| Klasse | Snelste tijd | Goud             | Goud                | Zilver           | Zilver                   | Brons               | Brons                     |
| ------ | ------------ | ---------------- | ------------------- | ---------------- | ------------------------ | ------------------- | ------------------------- |
| S2     | 1:01.39      | China            | Yang Yang           | Rusland          | Dmitrii Kokarev          | Griekenland         | Aristeidis Makrodimitris  |
| S4     | 38.26        | Oekraïne         | Eskender Mustafaiev | Frankrijk        | David Smetanine          | Tsjechië            | Jan Povysil               |
| S5     | 32.05 WR     | Brazilië         | Daniel Dias         | Spanje           | Sebastian Rodriguez      | Verenigde Staten    | Roy Perkins               |
| S6     | 28.57 WR     | China            | Qing Xu             | Cuba             | Lorenzo Perez Escalona   | China               | Tao Zheng                 |
| S7     | 27.84        | Verenigde Staten | Lantz Lamback       | China            | Shiyun Pan               | Verenigd Koninkrijk | Matthew Walker            |
| S8     | 25.82 WR     | Rusland          | Denis Tarasov       | Nederland        | Maurice Deelen           | China               | Yinan Wang                |
| S9     | 25.13 WR     | Australië        | Matthew Cowdrey     | Hongarije        | Tamas Toth               | Spanje              | Jose Antonio Mari Alcaraz |
| S10    | 23.16 WR     | Brazilië         | André Brasil        | Canada           | Nathan Stein             | Australië           | Andrew Pasterfield        |
| S11    | 25.27 WR     | China            | Bozun Yang          | Verenigde Staten | Bradley Snyder           | Spanje              | Enhamed Enhamed           |
| S12    | 23.60        | Oekraïne         | Maksym Veraksa      | Rusland          | Aleksandr Nevolin-Svetov | Verenigde Staten    | Tucker Dupree             |
| S13    | 23.99        | Zuid-Afrika      | Charles Bouwer      | Wit-Rusland      | Ihar Boki                | Oekraïne            | Oleksii Fedyna            |

### 100 m vrije slag
| Klasse | Snelste tijd | Goud             | Goud                     | Zilver           | Zilver                         | Brons            | Brons                    |
| ------ | ------------ | ---------------- | ------------------------ | ---------------- | ------------------------------ | ---------------- | ------------------------ |
| S2     | 2:03.71 WR   | China            | Yang Yang                | Rusland          | Dmitrii Kokarev                | Griekenland      | Aristeidis Makrodimitris |
| S4     | 1:24.28      | Mexico           | Gustavo Sanchez Martinez | Spanje           | Richard Oribe                  | Frankrijk        | David Smetanine          |
| S5     | 1:09.35      | Brazilië         | Daniel Dias              | Verenigde Staten | Roy Perkins                    | Spanje           | Sebastian Rodriguez      |
| S6     | 1:05.82      | China            | Qing Xu                  | Duitsland        | Sebastian Iwanow               | Cuba             | Lorenzo Perez Escalona   |
| S7     | 1:00.57      | China            | Shiyun Pan               | Australië        | Matthew Levy                   | Verenigde Staten | Lantz Lamback            |
| S8     | 56.58 WR     | China            | Yinan Wang               | Rusland          | Denis Tarasov                  | Rusland          | Konstantin Lisenkov      |
| S9     | 55.84        | Australië        | Matthew Cowdrey          | Hongarije        | Tamas Toth                     | Hongarije        | Tamas Sors               |
| S10    | 51.07        | Brazilië         | André Brasil             | Brazilië         | Phelipe Andrews Melo Rodrigues | Australië        | Andrew Pasterfield       |
| S11    | 57.43        | Verenigde Staten | Bradley Snyder           | China            | Bozun Yang                     | Zuid-Afrika      | Hendri Herbst            |
| S12    | 51.40        | Oekraïne         | Maksym Veraksa           | Rusland          | Aleksandr Nevolin-Svetov       | Verenigde Staten | Tucker Dupree            |
| S13    | 51.91 WR     | Wit-Rusland      | Ihar Boki                | Zuid-Afrika      | Charles Bouwer                 | Rusland          | Aleksandr Golintovskii   |

### 200 m vrije slag
| Klasse | Snelste tijd | Goud     | Goud                     | Zilver    | Zilver              | Brons            | Brons              |
| ------ | ------------ | -------- | ------------------------ | --------- | ------------------- | ---------------- | ------------------ |
| S2     | 4:36.18      | China    | Yang Yang                | Rusland   | Dmitrii Kokarev     | Israël           | Itzhak Mamistvalov |
| S4     | 2:58.09      | Mexico   | Gustavo Sanchez Martinez | Frankrijk | David Smetanine     | Spanje           | Richard Oribe      |
| S5     | 2:27.83      | Brazilië | Daniel Dias              | Spanje    | Sebastian Rodriguez | Verenigde Staten | Roy Perkins        |
| S14    | 1:59.62 WR   | ISL      | Jon Margeir Sverrisson   | Australië | Daniel Fox          | Zuid-Korea       | Wonsang Cho        |

### 400 m vrije slag
| Klasse | Snelste tijd | Goud                | Goud                | Zilver              | Zilver           | Brons               | Brons                  |
| ------ | ------------ | ------------------- | ------------------- | ------------------- | ---------------- | ------------------- | ---------------------- |
| S6     | 4:55.56      | IRL                 | Darragh Mcdonald    | Zweden              | Anders Olsson    | Verenigd Koninkrijk | Matthew Whorwood       |
| S7     | 4:42.81 WR   | Verenigd Koninkrijk | Josef Craig         | China               | Shiyun Pan       | Rusland             | Andrey Gladkov         |
| S8     | 4:27.11      | China               | Yinan Wang          | Verenigd Koninkrijk | Oliver Hynd      | Verenigd Koninkrijk | Sam Hynd               |
| S9     | 4:10.88 WR   | Australië           | Brenden Hall        | Hongarije           | Tamas Sors       | Italië              | Federico Morlacchi     |
| S10    | 4:04.91      | Verenigde Staten    | Ian Jaryd Silverman | Canada              | Benoit Huot      | Verenigd Koninkrijk | Robert Welbourn        |
| S11    | 4:32.41      | Verenigde Staten    | Bradley Snyder      | Spanje              | Enhamed Enha     | China               | Bozun Yang             |
| S12    | 4:10.26      | Rusland             | Sergey Punko        | Spanje              | Enrique Floriano | Oekraïne            | Sergii Klippert        |
| S13    | 3:58.78 WR   | Wit-Rusland         | Ihar Boki           | Oekraïne            | Danylo Chufarov  | Rusland             | Aleksandr Golintovskii |

### 50 m rugslag
| Klasse | Snelste tijd | Goud       | Goud           | Zilver      | Zilver                   | Brons     | Brons                    |
| ------ | ------------ | ---------- | -------------- | ----------- | ------------------------ | --------- | ------------------------ |
| S1     | 1:04.29 WR   | Oekraïne   | Hennadii Boiko | Griekenland | Christos Tampaxis        | Oekraïne  | Oleksandr Golovko        |
| S2     | 1:00.90 WR   | China      | Yang Yang      | Griekenland | Aristeidis Makrodimitris | Rusland   | Dmitrii Kokarev          |
| S3     | 42.51        | Zuid-Korea | Byeong-Eon Min | Oekraïne    | Dmytro Vynohradets       | China     | Jianping Du              |
| S4     | 45.75        | Mexico     | Juan Reyes     | Rusland     | Aleksei Lyzhikhin        | Mexico    | Gustavo Sanchez Martinez |
| S5     | 34.99 WR     | Brazilië   | Daniel Dias    | China       | Junquan He               | Hongarije | Zsolt Vereczkei          |

### 100 m rugslag
| Klasse | Snelste tijd | Goud                | Goud                     | Zilver              | Zilver             | Brons               | Brons                  |
| ------ | ------------ | ------------------- | ------------------------ | ------------------- | ------------------ | ------------------- | ---------------------- |
| S6     | 1:13.56 WR   | China               | Tao Zheng                | China               | Hongguang Jia      | Duitsland           | Sebastian Iwanow       |
| S7     | 1:10.46      | Verenigd Koninkrijk | Jonathan Fox             | Oekraïne            | Yevheniy Bohodayko | Kroatië             | Mihovil Spanja         |
| S8     | 1:05.43      | Rusland             | Konstantin Lisenkov      | Rusland             | Denis Tarasov      | Verenigd Koninkrijk | Oliver Hynd            |
| S9     | 1:02.39      | Australië           | Matthew Cowdrey          | Verenigd Koninkrijk | James Crisp        | China               | Xiaobing Liu           |
| S10    | 1:00.01 WR   | Verenigde Staten    | Justin Zook              | Brazilië            | André Brasil       | Canada              | Benoit Huot            |
| S11    | 1:07.81      | Oekraïne            | Dmytro Zalevskyy         | China               | Bozun Yang         | Oekraïne            | Viktor Smyrnov         |
| S12    | 59.35 WR     | Rusland             | Aleksandr Nevolin-Svetov | Verenigde Staten    | Tucker Dupree      | Oekraïne            | Sergii Klippert        |
| S13    | 56.97 WR     | Wit-Rusland         | Ihar Boki                | Zuid-Afrika         | Charles Bouwer     | Griekenland         | Charalampos Taiganidis |
| S14    | 1:01.85 WR   | Nederland           | Marc Evers               | Verenigd Koninkrijk | Aaron Moores       | Hongkong            | Kai Lun Au             |

### 50 m schoolslag
| Klasse | Snelste tijd | Goud      | Goud                | Zilver | Zilver            | Brons    | Brons              |
| ------ | ------------ | --------- | ------------------- | ------ | ----------------- | -------- | ------------------ |
| SB2    | 57.50        | China     | Jianping Du         | Mexico | Arnulfo Castorena | Oekraïne | Dmytro Vynohradets |
| SB3    | 50.00        | Nederland | Michael Schoenmaker | Spanje | Miguel Luque      | Japan    | Takayuki Suzuki    |

### 100 m schoolslag
| Klasse | Snelste tijd | Goud       | Goud               | Zilver        | Zilver                | Brons     | Brons                |
| ------ | ------------ | ---------- | ------------------ | ------------- | --------------------- | --------- | -------------------- |
| SB4    | 1:32.27 WR   | Brazilië   | Daniel Dias        | Colombia      | Moises Fuentes Garcia | Spanje    | Ricardo Ten          |
| SB5    | 1:34.06      | Zuid-Korea | Woo-Geun Lim       | Duitsland     | Niels Grunenberg      | Mexico    | Pedro Rangel         |
| SB6    | 1:20.17 WR   | Oekraïne   | Yevheniy Bohodayko | Duitsland     | Torben Schmidtke      | Duitsland | Christoph Burkard    |
| SB7    | 1:18.77 WR   | Australië  | Blake Cochrane     | Japan         | Tomotaro Nakamura     | Australië | Matthew Levy         |
| SB8    | 1:07.45      | Oekraïne   | Andriy Kalyna      | Australië     | Matthew Cowdrey       | Nederland | Maurice Deelen       |
| SB9    | 1:04.02      | Rusland    | Pavel Poltavtsev   | Zuid-Afrika   | Kevin Paul            | China     | Furong Lin           |
| SB11   | 1:10.11 WR   | China      | Bozun Yang         | Japan         | Keiichi Kimura        | Oekraïne  | Oleksandr Mashchenko |
| SB12   | 1:07.05 WR   | Rusland    | Mikhail Zimin      | Wit-Rusland   | Uladzimir Izotau      | Oekraïne  | Maksym Veraksa       |
| SB13   | 1:04.30      | Oekraïne   | Oleksii Fedyna     | Nieuw-Zeeland | Daniel Sharp          | Rusland   | Roman Dubovoy        |
| SB14   | 1:06.69 WR   | Japan      | Yasuhiro Tanaka    | Rusland       | Artem Pavlenko        | Nederland | Marc Evers           |

### 50 m vlinderslag
| Klasse | Snelste tijd | Goud     | Goud        | Zilver           | Zilver             | Brons | Brons         |
| ------ | ------------ | -------- | ----------- | ---------------- | ------------------ | ----- | ------------- |
| S5     | 34.15 WR     | Brazilië | Daniel Dias | Verenigde Staten | Roy Perkins        | China | Junquan He    |
| S6     | 29.90 WR     | China    | Qing Xu     | China            | Tao Zheng          | Japan | Kyosuke Oyama |
| S7     | 29.49 WR     | China    | Shiyun Pan  | Oekraïne         | Yevheniy Bohodayko | China | Jingang Wang  |

### 100 m vlinderslag
| Klasse | Snelste tijd | Goud        | Goud           | Zilver    | Zilver          | Brons               | Brons              |
| ------ | ------------ | ----------- | -------------- | --------- | --------------- | ------------------- | ------------------ |
| S8     | 1:01.24      | Frankrijk   | Charles Rozoy  | China     | Yanpeng Wei     | China               | Maodang Song       |
| S9     | 59.54        | Hongarije   | Tamas Sors     | Australië | Matthew Cowdrey | Italië              | Federico Morlacchi |
| S10    | 56.35        | Brazilië    | André Brasil   | Rusland   | Dmitry Grigorev | Zuid-Afrika         | Achmat Hassiem     |
| S11    | 1:03.32      | Oekraïne    | Viktor Smyrnov | Spanje    | Enhamed Enhamed | Japan               | Keiichi Kimura     |
| S12    | 57.21        | Rusland     | Roman Makarov  | Rusland   | Sergey Punko    | Verenigd Koninkrijk | James Clegg        |
| S13    | 55.50        | Wit-Rusland | Ihar Boki      | Rusland   | Roman Dubovoy   | Australië           | Timothy Antalfy    |

### 150 m wisselslag
| Klasse | Snelste tijd | Goud          | Goud           | Zilver   | Zilver                   | Brons | Brons           |
| ------ | ------------ | ------------- | -------------- | -------- | ------------------------ | ----- | --------------- |
| SM3    | 2:43.72 WR   | China         | Jianping Du    | Oekraïne | Dmytro Vynohradets       | China | Hanhua Li       |
| SM4    | 2:25.98 WR   | Nieuw-Zeeland | Cameron Leslie | Mexico   | Gustavo Sanchez Martinez | Japan | Takayuki Suzuki |

### 200 m wisselslag
| Klasse | Snelste tijd | Goud                | Goud               | Zilver              | Zilver                   | Brons     | Brons                |
| ------ | ------------ | ------------------- | ------------------ | ------------------- | ------------------------ | --------- | -------------------- |
| SM6    | 2:38.62 WR   | China               | Qing Xu            | Verenigd Koninkrijk | Sascha Kindred           | China     | Tao Zheng            |
| SM7    | 2:33.13 WR   | Oekraïne            | Yevheniy Bohodayko | Verenigde Staten    | Rudy Garcia-Tolson       | Australië | Matthew Levy         |
| SM8    | 2:24.63      | Verenigd Koninkrijk | Oliver Hynd        | China               | Jiachao Wang             | Nederland | Maurice Deelen       |
| SM9    | 2:15.95      | Australië           | Matthew Cowdrey    | Oekraïne            | Andriy Kalyna            | Italië    | Federico Morlacchi   |
| SM10   | 2:10.01 WR   | Canada              | Benoit Huot        | Brazilië            | André Brasil             | Australië | Rick Pendleton       |
| SM11   | 2:22.40 'WR' | China               | Bozun Yang         | Oekraïne            | Viktor Smyrnov           | Oekraïne  | Oleksandr Mashchenko |
| SM12   | 2:12.42      | Oekraïne            | Maksym Veraksa     | Rusland             | Aleksandr Nevolin-Svetov | Rusland   | Sergey Punko         |
| SM13   | 2:06.30 WR   | Wit-Rusland         | Ihar Boki          | Rusland             | Roman Dubovoy            | Oekraïne  | Danylo Chufarov      |

## Vrouwen
| Rank | Land                | Tijd       |
| ---- | ------------------- | ---------- |
| 1    | Australië           | 4:20.39 WR |
| 2    | Verenigde Staten    | 4:24.57    |
| 3    | Verenigd Koninkrijk | 4:24.71    |

| Rank | Land                | Tijd    |
| ---- | ------------------- | ------- |
| 1    | Australië           | 4:53.95 |
| 2    | Verenigd Koninkrijk | 4:53.98 |
| 3    | Verenigde Staten    | 4:54.13 |

### 50 m vrije slag
| Klasse | Snelste tijd | Goud             | Goud                   | Zilver              | Zilver               | Brons               | Brons            |
| ------ | ------------ | ---------------- | ---------------------- | ------------------- | -------------------- | ------------------- | ---------------- |
| S3     | 48.11 WR     | China            | Jiangbo Xia            | Oekraïne            | Olga Sviderska       | Mexico              | Patricia Valle   |
| S5     | 35.88        | Oekraïne         | Nataliia Prologaieva   | Spanje              | Teresa Perales       | Israël              | Inbal Pezaro     |
| S6     | 34.77        | Nederland        | Mirjam De Koning-Peper | Verenigde Staten    | Victoria Arlen       | Verenigd Koninkrijk | Eleanor Simmonds |
| S7     | 32.63        | Australië        | Jacqueline Freney      | Verenigde Staten    | Cortney Jordan       | Oekraïne            | Ani Palian       |
| S8     | 31.13        | Verenigde Staten | Mallory Weggemann      | Australië           | Maddison Elliott     | China               | Shengnan Jiang   |
| S9     | 29.12        | China            | Ping Lin               | Verenigd Koninkrijk | Louise Watkin        | Australië           | Ellie Cole       |
| S10    | 28.10 WR     | Canada           | Summer Ashley Mortimer | Nieuw-Zeeland       | Sophie Pascoe        | Frankrijk           | Elodie Lorandi   |
| S11    | 30.94 WR     | Italië           | Cecilia Camellini      | China               | Guizhi Li            | Nieuw-Zeeland       | Mary Fisher      |
| S12    | 26.90 WR     | Rusland          | Oxana Savchenko        | Azerbeidzjan        | Natali Pronina       | Rusland             | Darya Stukalova  |
| S13    | 27.46        | Verenigde Staten | Kelley Becherer        | Canada              | Valerie Grand-Maison | Australië           | Prue Watt        |

### 100 m vrije slag
| Klasse | Snelste tijd | Goud             | Goud              | Zilver              | Zilver               | Brons               | Brons                  |
| ------ | ------------ | ---------------- | ----------------- | ------------------- | -------------------- | ------------------- | ---------------------- |
| S3     | 1:44.32 WR   | China            | Jiangbo Xia       | Oekraïne            | Olga Sviderska       | Mexico              | Patricia Valle         |
| S5     | 1:18.55      | Spanje           | Teresa Perales    | Oekraïne            | Nataliia Prologaieva | Israël              | Inbal Pezaro           |
| S6     | 1:13.33 WR   | Verenigde Staten | Victoria Arlen    | Verenigd Koninkrijk | Eleanor Simmonds     | Duitsland           | Tanja Groepper         |
| S7     | 1:09.39      | Australië        | Jacqueline Freney | Verenigde Staten    | Cortney Jordan       | Verenigd Koninkrijk | Susannah Rodgers       |
| S8     | 1:05.63 WR   | Verenigde Staten | Jessica Long      | Verenigd Koninkrijk | Heather Frederiksen  | Australië           | Maddison Elliott       |
| S9     | 1:02.77      | Australië        | Ellie Cole        | Zuid-Afrika         | Natalie du Toit      | Spanje              | Sarai Gascon           |
| S10    | 1:00.89      | Nieuw-Zeeland    | Sophie Pascoe     | Frankrijk           | Elodie Lorandi       | Canada              | Summer Ashley Mortimer |
| S11    | 1:07.29      | Italië           | Cecilia Camellini | Nieuw-Zeeland       | Mary Fisher          | China               | Guizhi Li              |
| S12    | 58.41 WR     | Rusland          | Oxana Savchenko   | Azerbeidzjan        | Natali Pronina       | Rusland             | Darya Stukalova        |
| S13    | 59.56        | Verenigde Staten | Kelley Becherer   | Canada              | Valerie Grand-Maison | Verenigde Staten    | Rebecca Anne Meyers    |

### 200 m vrije slag
| Klasse | Snelste tijd | Goud                | Goud                   | Zilver    | Zilver         | Brons     | Brons               |
| ------ | ------------ | ------------------- | ---------------------- | --------- | -------------- | --------- | ------------------- |
| S5     | 2:49.74      | Noorwegen           | Sarah Louise Rung      | Spanje    | Teresa Perales | Israël    | Inbal Pezaro        |
| S14    | 2:12.63      | Verenigd Koninkrijk | Jessica-Jane Applegate | Australië | Taylor Corry   | Nederland | Marlou van der Kulk |

### 400 m vrije slag
| Klasse | Snelste tijd | Goud                | Goud              | Zilver              | Zilver              | Brons               | Brons             |
| ------ | ------------ | ------------------- | ----------------- | ------------------- | ------------------- | ------------------- | ----------------- |
| S6     | 5:19.17 WR   | Verenigd Koninkrijk | Eleanor Simmonds  | Verenigde Staten    | Victoria Arlen      | China               | Lingling Song     |
| S7     | 4:59.02 WR   | Australië           | Jacqueline Freney | Verenigde Staten    | Cortney Jordan      | Verenigd Koninkrijk | Susannah Rodgers  |
| S8     | 4:42.28 WR   | Verenigde Staten    | Jessica Long      | Verenigd Koninkrijk | Heather Frederiksen | Australië           | Maddison Elliott  |
| S9     | 4:30.18      | Zuid-Afrika         | Natalie du Toit   | Verenigd Koninkrijk | Stephanie Millward  | Australië           | Ellie Cole        |
| S10    | 4:34.55      | Frankrijk           | Elodie Lorandi    | Canada              | Aurelie Rivard      | Verenigde Staten    | Susan Beth Scott  |
| S11    | 5:14.36      | Duitsland           | Daniela Schulte   | Canada              | Amber Thomas        | Italië              | Cecilia Camellini |
| S12    | 4:37.89      | Rusland             | Oxana Savchenko   | Verenigd Koninkrijk | Hannah Russell      | Spanje              | Deborah Font      |

### 50 m rugslag
| Klasse | Snelste tijd | Goud      | Goud              | Zilver   | Zilver             | Brons    | Brons        |
| ------ | ------------ | --------- | ----------------- | -------- | ------------------ | -------- | ------------ |
| S2     | 1:03.00 WR   | China     | Yazhu Feng        | Oekraïne | Ganna Ielisavetska | Oekraïne | Iryna Sotska |
| S4     | 51.51        | Nederland | Lisette Teunissen | Brazilië | Edenia Garcia      | China    | Juan Bai     |

### 100 m rugslag
| Klasse | Snelste tijd | Goud                | Goud                   | Zilver              | Zilver             | Brons               | Brons                  |
| ------ | ------------ | ------------------- | ---------------------- | ------------------- | ------------------ | ------------------- | ---------------------- |
| S6     | 1:24.71 WR   | China               | Dong Lu                | Verenigd Koninkrijk | Nyree Kindred      | Nederland           | Mirjam De Koning-Peper |
| S7     | 1:22.84      | Australië           | Jacqueline Freney      | Duitsland           | Kirsten Bruhn      | Verenigde Staten    | Cortney Jordan         |
| S8     | 1:17.00      | Verenigd Koninkrijk | Heather Frederiksen    | Verenigde Staten    | Jessica Long       | Rusland             | Olesya Vladykina       |
| S9     | 1:09.42      | Australië           | Ellie Cole             | Verenigd Koninkrijk | Stephanie Millward | Verenigde Staten    | Elizabeth Stone        |
| S10    | 1:05.90 WR   | Canada              | Summer Ashley Mortimer | Nieuw-Zeeland       | Sophie Pascoe      | Zuid-Afrika         | Shireen Sapiro         |
| S11    | 1:19.50      | Japan               | Rina Akiyama           | Nieuw-Zeeland       | Mary Fisher        | Italië              | Cecilia Camellini      |
| S12    | 1:07.99 WR   | Rusland             | Oxana Savchenko        | Azerbeidzjan        | Natali Pronina     | Verenigd Koninkrijk | Hannah Russell         |
| S14    | 1:08.93      | Ierland             | Bethany Firth          | Australië           | Taylor Corry       | Nederland           | Marlou van der Kulk    |

### 100 m schoolslag
| Klasse | Snelste tijd | Goud             | Goud                    | Zilver              | Zilver               | Brons               | Brons             |
| ------ | ------------ | ---------------- | ----------------------- | ------------------- | -------------------- | ------------------- | ----------------- |
| SB4    | 1:43.99 WR   | Oekraïne         | Nataliia Prologaieva    | Noorwegen           | Sarah Louise Rung    | Spanje              | Teresa Perales    |
| SB5    | 1:35.50      | Duitsland        | Kirsten Bruhn           | China               | Lingling Song        | Verenigde Staten    | Noga Nir-Kistler  |
| SB6    | 1:39.13      | Oekraïne         | Viktoriia Savtsova      | Verenigd Koninkrijk | Charlotte Henshaw    | Verenigd Koninkrijk | Elizabeth Johnson |
| SB7    | 1:29.28      | Verenigde Staten | Jessica Long            | Oekraïne            | Oksana Khrul         | Nederland           | Lisa den Braber   |
| SB8    | 1:17.17 WR   | Rusland          | Olesya Vladykina        | Verenigd Koninkrijk | Claire Cashmore      | Polen               | Paulina Wozniak   |
| SB9    | 1:17.81      | Oekraïne         | Khrystyna Yurchenko     | Nieuw-Zeeland       | Sophie Pascoe        | Verenigd Koninkrijk | Harriet Lee       |
| SB11   | 1:27.98 WR   | Zweden           | Maja Reichard           | Oekraïne            | Yana Berezhna        | Argentinië          | Nadia Baez        |
| SB12   | 1:16.17 WR   | Azerbeidzjan     | Natali Pronina          | Cyprus              | Karolina Pelendritou | Oekraïne            | Yaryna Matlo      |
| SB13   | 1:19.19      | Australië        | Prue Watt               | Duitsland           | Elena Krawzow        | Verenigde Staten    | Kelley Becherer   |
| SB14   | 1:16.85 WR   | Spanje           | Michelle Alonso Morales | Nederland           | Magda Toeters        | Hongkong            | Shu Hang Leung    |

### 50 m vlinderslag
| Klasse | Snelste tijd | Goud      | Goud              | Zilver | Zilver         | Brons    | Brons             |
| ------ | ------------ | --------- | ----------------- | ------ | -------------- | -------- | ----------------- |
| S5     | 41.76        | Noorwegen | Sarah Louise Rung | Spanje | Teresa Perales | Brazilië | Joana Maria Silva |
| S6     | 36.05 WR     | Oekraïne  | Oksana Khrul      | China  | Dong Lu        | China    | Fuying Jiang      |
| S7     | 35.16        | Australië | Jacqueline Freney | Canada | Brianna Nelson | China    | Min Huang         |

### 100 m vlinderslag
| Klasse | Snelste tijd | Goud             | Goud            | Zilver   | Zilver            | Brons               | Brons           |
| ------ | ------------ | ---------------- | --------------- | -------- | ----------------- | ------------------- | --------------- |
| S8     | 1:10.32      | Verenigde Staten | Jessica Long    | Oekraïne | Kateryna Istomina | China               | Shengnan Jiang  |
| S9     | 1:09.30      | Zuid-Afrika      | Natalie du Toit | Spanje   | Sarai Gascon      | Verenigde Staten    | Elizabeth Stone |
| S10    | 1:04.43 WR   | Nieuw-Zeeland    | Sophie Pascoe   | Polen    | Oliwia Jablonska  | Frankrijk           | Elodie Lorandi  |
| S12    | 1:06.16      | Polen            | Joanna Mendak   | Rusland  | Darya Stukalova   | Verenigd Koninkrijk | Hannah Russell  |

### 200 m wisselslag
| Klasse | Snelste tijd | Goud                | Goud                 | Zilver              | Zilver                 | Brons               | Brons           |
| ------ | ------------ | ------------------- | -------------------- | ------------------- | ---------------------- | ------------------- | --------------- |
| SM5    | 3:13.43 WR   | Oekraïne            | Nataliia Prologaieva | Noorwegen           | Sarah Louise Rung      | Spanje              | Teresa Perales  |
| SM6    | 3:05.39      | Verenigd Koninkrijk | Eleanor Simmonds     | Duitsland           | Verena Schott          | Verenigd Koninkrijk | Natalie Jones   |
| SM7    | 2:54.42 WR   | Australië           | Jacqueline Freney    | Canada              | Brianna Nelson         | China               | Min Huang       |
| SM8    | 2:37.09      | Verenigde Staten    | Jessica Long         | Rusland             | Olesya Vladykina       | China               | Shengnan Jiang  |
| SM9    | 2:34.22      | Zuid-Afrika         | Natalie du Toit      | Verenigd Koninkrijk | Stephanie Millward     | Verenigd Koninkrijk | Louise Watkin   |
| SM10   | 2:25.65 WR   | Nieuw-Zeeland       | Sophie Pascoe        | Canada              | Summer Ashley Mortimer | China               | Meng Zhang      |
| SM12   | 2:28.00 WR   | Rusland             | Oxana Savchenko      | Azerbeidzjan        | Natali Pronina         | Rusland             | Darya Stukalova |
| SM11   | 2:46.91 WR   | Nieuw-Zeeland       | Mary Fisher          | Duitsland           | Daniela Schulte        | Canada              | Amber Thomas    |
| SM13   | 2:27.64 WR   | Canada              | Valerie Grand-Maison | Verenigde Staten    | Rebecca Anne Meyers    | Verenigde Staten    | Kelley Becherer |

## Medaillespiegel
| Plaats | Land             | NPC    | Goud | Zilver | Brons | Totaal |
| 1      | China            | CHN    | 24   | 13     | 21    |        |
| 2      | Australië        | AUS    | 8    | 7      | 12    |        |
| 3      | Oekraïne         | UKR    | 17   | 14     | 13    |        |
| 4      | Verenigde Staten | USA    | 14   | 13     | 14    |        |
| 5      | Rusland          | RUS    | 13   | 17     | 12    |        |
| Totaal | Totaal           | Totaal | 76   | 61     | 72    |        |

Atletiek · Bankdrukken · Basketbal · Blindenvoetbal · Boogschieten · Boccia · CP-voetbal · Goalball · Judo · Paardensport · Roeien · Rugby · Schermen · Schietsport · Tafeltennis · Tennis · Volleybal · Wielersport · Zeilen · Zwemmen
Rome 1960 ·
Tokio 1964 ·
Tel Aviv 1968 ·
Heidelberg 1972 ·
Toronto 1976 ·
Arnhem 1980 ·
New York & Stoke Mandeville 1984 ·
Seoel 1988 ·
Barcelona 1992 ·
Atlanta 1996 ·
Sydney 2000 ·
Athene 2004 ·
Peking 2008 ·
Londen 2012 ·
Rio de Janeiro 2016 ·
Tokio 2020 ·
Parijs 2024 ·
Los Angeles 2028